# Partizanske republike
Partizanske "republike" bile su područja koja su kontrolirali gerilski pokreti otpora u drugom svjetskom ratu. 
Ovisno o veličini i stalnosti, te republike su uspijevale dosegnuti određenu razinu organiziranog mirnodopskog života.
Naziv "republike" bi dobila područja pod partizanskom kontrolom, pod uvjetom da su to bila velika područja, ili, mogla su biti i relativno manja područja, ali uz višu razinu uspostavljenosti civilnog života (uprave, pošte, škole, kazališta, bolnice), koja je bila dugotrajnija.

## Hrvatska
- Mućka republika (Gizdavačka republika)
- Bihaćka republika (također i u BiH)
- Podravska republika

## Srbija
- Užička republika

## Bosna i Hercegovina
- Bihaćka republika (također i u Hrvatskoj)
- Fočanska republika
- Drvarska republika
- "Republika" na području Kozare i okolice

## Italija
Sve se odnosi na 1944. godinu.
- Alto Monferrato (rujan - 02.prosinac)
- Alto Tortonese (rujan - prosinac)
- Bobbio (07.srpanj - 27.kolovoz)
- Cansiglio (srpanj - rujan)
- Carnia (srpanj - listopad)
- Imperia (kolovoz - listopad)
- Istočna Furlanija (30.lipanj - rujan)
- Langhe (rujan - studeni)
- Montefiorino (17.lipanj - 01.kolovoz)
- Ossola (10.rujan - 23.listopad)
- Val Ceno (10.lipanj - 11.srpanj)
- Val d'Enza e Val Parma (lipanj - srpanj)
- Val Maira e Val Varaita (lipanj - 21.kolovoz)
- Val Taro (15.lipanj - 24.srpanj)
- Valli di Lanzo (25.lipanj - rujan)
- Valsesia (11.lipanj - 10.srpanj)
- Varzi (rujan - 29.studeni)